# Violencia contra personas LGBT
Las personas lesbianas, gays, bisexuales y transexuales (LGBT) con frecuencia experimentan violencia dirigida a su sexualidad o identidad de género.  Esta violencia puede ser ejercida por el Estado, como en el caso de las leyes que castigan los actos homosexuales, o por individuos. Puede ser psicológica o física y estar motivada por la bifobia, la homofobia, la lesbofobia y la transfobia. Los factores que influyen pueden ser las costumbres y los prejuicios culturales, religiosos o políticos.
En la actualidad, los actos homosexuales son legales en casi todos los países occidentales, y en muchos de ellos la violencia contra las personas LGBT está clasificada como delito de odio. Fuera de Occidente, muchos países se consideran potencialmente peligrosos para su población LGBT debido tanto a la legislación discriminatoria como a las amenazas de violencia. Entre ellos se encuentran los países en los que la religión dominante es el Islam, la mayoría de los países africanos (excepto Sudáfrica), la mayoría de los países asiáticos (excepto los países asiáticos favorables al colectivo LGBT, como Israel, Japón, Taiwán, Tailandia y Filipinas), y algunos países excomunistas como Rusia, Polonia (zona libre de LGBT), Serbia, Albania, Kosovo, Montenegro y Bosnia y Herzegovina. Esta violencia suele estar asociada a la condena religiosa de la homosexualidad o a actitudes sociales conservadoras que presentan la homosexualidad como una enfermedad o un defecto de carácter.
En Europa, la Directiva sobre la Igualdad en el Empleo y la Carta de los Derechos Fundamentales de la Unión Europea ofrecen protección contra la discriminación basada en la sexualidad.
Históricamente, la persecución de los homosexuales sancionada por el Estado se limitaba sobre todo a la homosexualidad masculina, denominada "sodomía". Durante la época medieval y principios de la moderna, la pena por sodomía solía ser la muerte. Durante el periodo moderno (desde el siglo XIX hasta mediados del siglo XX) en el mundo occidental, la pena solía ser una multa o la cárcel.
El número de lugares en los que los actos homosexuales seguían siendo ilegales se redujo desde 2009, cuando había 80 países en todo el mundo (sobre todo en Oriente Medio, Asia Central y la mayor parte de África, pero también en algunos países del Caribe y Oceanía), con cinco de ellos teniendo la pena de muerte, a 72 países en el 2016.
Brasil, un país con protección de los derechos LGBT y matrimonio legal entre personas del mismo sexo, es señalado por el Grupo Gay de Bahía (GGB) como el país con la tasa de asesinatos LGBT más alta del mundo, con más de 380 asesinatos solo en 2017, un aumento del 30% en comparación con 2016. En general, esto no se considera un crimen de odio en Brasil, sino una interpretación errónea de los datos sesgados resultantes de las tasas de criminalidad relativamente más altas en el país en general en comparación con los promedios mundiales, en lugar de que la población LGBT sea un objetivo específico.
De acuerdo a Unesco en 2016 en algunos países, el 85% de los estudiantes LGBT sufren violencia homofóbica y transfóbica en la escuela, y el 45% de los estudiantes transgénero abandonan la escuela.